# Yamamoto Gon'nohyōe
Yamamoto Gon'nohyōe (山本 権兵衛?; Kagoshima, 26 novembre 1852 – Tokyo, 8 dicembre 1933) è stato un militare e politico giapponese, primo ministro dell'Impero giapponese per due mandati sotto gli Imperatori Taishō e Shōwa.
Nel corso della sua carriera ricoprì anche la carica di Ministro della Marina tra il 1898 e il 1906 e Ministro degli Esteri nel 1923.

## Biografia

### I primi anni
Yamamoto nacque a Kagoshima nella provincia di Satsuma (oggi prefettura di Kagoshima), figlio di un samurai che aveva prestato servizio per il clan Shimazu. In gioventù, egli prese parte alla guerra anglo-satsuma. Egli successivamente decise di aderire alle truppe di Satsuma e nella guerra Boshin che pose fine allo shogunato Tokugawa, combatté nella battaglia di Toba-Fushimi ed in altri luoghi; egli fu inoltre a bordo di una delle navi che inseguirono Enomoto Takeaki e distrussero il rimanente della flotta Tokugawa presso l'isola di Hokkaidō nel 1869.

### Carriera in marina
Dopo il successo della Restaurazione Meiji, Yamamoto frequentò la scuola preparatoria di Tokyo, entrando poi nell'Accademia Navale imperiale giapponese nel 1870. Dopo il diploma nel 1874 egli fece allenamento in Europa e Sud America a bordo di vascelli della marina imperiale tedesca tra il 1877 ed il 1878 ed acquisì così molta esperienza in ambito marittimo. Egli scrisse un manuale per cannonieri che divenne l'opera principale dell'ambito nella marina imperiale giapponese e prestò servizio come ufficiale sulla nave Naniwa nel suo viaggio da Elswick verso il Giappone tra il 1885 ed il 1886. Successivamente egli accompagnò il Ministro della Marina Kabayama Sukenori in un viaggio negli Stati Uniti ed in Europa tra il 1887 ed il 1888.
Nominato comandante dell'incrociatore Takao, portò a termine una missione segreta che consisteva nell'incontrare il generale Yuan Shikai a Seul, Corea (1890). Successivamente assunse il comando dell'incrociatore Takachiho.
Collaborando col ministro della marina Saigō Tsugumichi dal 1893, Yamamoto divenne il vero leader della marina giapponese dando inizio a numerose riforme che tentarono di arginare il favoritismo tra ufficiali e di far ottenere eguaglianza tra esercito e marina nel Supremo Consiglio di Guerra. Egli inoltre premette per una strategia aggressiva nei confronti della Cina durante la prima guerra sino-giapponese (1894–95).
L'ascesa di Yamamoto agli alti ranghi fu rapida: contrammiraglio nel 1895, vice ammiraglio e Ministro della Marina nel 1898 e dal 1902 addirittura danshaku (barone) col sistema nobiliare kazoku allora vigente. Nel 1904 venne promosso al rango di ammiraglio.

Come Ministro della Marina durante la guerra russo-giapponese, Yamamoto mostrò decise capacità di comando e fu responsabile della nomina di Tōgō Heihachirō in qualità di comandante in capo della Flotta Combinata. Egli diede voce ai rapporti di Tōgō presso la Dieta imperiale.

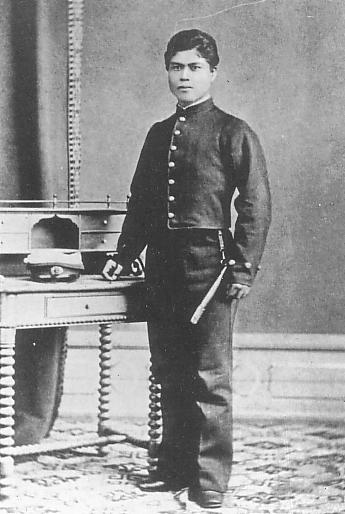
Il giovane Yamamoto Gon'nohyōe

Dopo la conclusione della guerra, Yamamoto venne elevato al titolo di hakushaku (conte) nel 1907 e prestò servizio come Primo ministro del Giappone dal 1913 al 1914.

### Primo ministro
Durante il primo governo di Yamamoto come Primo ministro, egli abolì l'unificazione della carica di Ministro della Guerra con Ministro della Marina e si guadagnò la reputazione di politico liberale dando supporto alle pubbliche pretese di democrazia e governo costituzionale. Ad ogni modo la sua amministrazione venne piagata dalla corruzione ed egli venne forzato a dare le proprie dimissioni assieme al suo gabinetto di governo dopo lo scandalo degli armamenti navali Siemens-Vickers anche se non venne mai provato un suo coinvolgimento personale negli eventi.
Yamamoto venne a questo punto trasferito nella riserva della marina nel 1914.
Yamamoto venne richiamato al governo come Primo ministro nuovamente durante l'emergenza del "gabinetto del terremoto" (1923–24) a seguito del grande terremoto del Kantō. Egli mostrò dunque le sue capacità di comando nei restauri di Tokyo che era stata pesantemente danneggiata dallo smottamento. Egli tentò anche di far approvare una riforma del sistema elettorale per permettere il suffragio universale maschile. Ad ogni modo egli col suo gabinetto di governo dovette cedere alle dimissioni nel gennaio del 1924 al tentativo di Namba Daisuke di assassinare il principe reggente Hirohito il 27 dicembre 1923 (l'incidente di Toranomon).
Successivamente, Yamamoto si ritirò completamente dalla vita politica e morì nel 1933. La sua tomba si trova nel Cimitero di Aoyama a Tokyo.